# Lijst van oorlogsmonumenten in Middelburg
De Nederlandse gemeente Middelburg heeft 26 oorlogsmonumenten. Hieronder een overzicht.
| Nr.                             | Object                                 | Herdachte groep                                                           | Ontwerper                                                        | Onthulling       | Type               | Locatie                                   | Plaats                  | Coördinaten                   | Foto                                   |
| ------------------------------- | -------------------------------------- | ------------------------------------------------------------------------- | ---------------------------------------------------------------- | ---------------- | ------------------ | ----------------------------------------- | ----------------------- | ----------------------------- | -------------------------------------- |
| 62                              | Plaquette in het provinciehuis         | overig                                                                    |                                                                  | 17 mei 1960      | plaquette          | Abdij 6, 4331 BK                          | Middelburg              | 51° 30' 1" NB, 3° 36' 52" OL  |                                        |
| 63                              | Monument voor de Gevallenen            | burgerslachtoffers                                                        | Ir. Jean H.A. Huizeman (ontwerp), Pieter Starreveld (uitvoering) |                  | begraafplaats/graf |                                           | Sint-Laurens            | 51° 31' 40" NB, 3° 36' 19" OL |                                        |
| 64                              | Monument voor Nederlandse Militairen'  | militairen in dienst van het Ned. Kon. 1940-1945                          | Ir. A. Rothuizen                                                 |                  | gedenksteen        |                                           | Middelburg              | 51° 30' 5" NB, 3° 36' 54" OL  |                                        |
| 65                              | Joods monument                         | vervolgden Nederland                                                      |                                                                  |                  | gedenksteen        | Walensingel, 4331 NN                      | Middelburg              | 51° 29' 58" NB, 3° 36' 20" OL | Joods monument                         |
| 495                             | Frans monument aan de Sloedam          | geallieerde militairen                                                    | W.E. Neugebauer                                                  | 13 augustus 1948 | zuil               | Postweg                                   | Arnemuiden              | 51° 29' 46" NB, 3° 44' 25" OL |                                        |
| 592                             | Bevrijdingsmonument                    | algemeen, geallieerde militairen                                          | Oswald Wenckebach                                                | 1950             | beeld/sculptuur    | Groenmarkt, 4331 BH                       | Middelburg              | 51° 29' 58" NB, 3° 36' 49" OL | Meer afbeeldingen                      |
| 599                             | Een gestolde herinnering               | burgerslachtoffers, overig                                                | Sigurður Guðmundsson                                             | 17 mei 1990      | zuil               | Nieuwe Burg, 4331 AG                      | Middelburg              | 51° 29' 56" NB, 3° 36' 47" OL | Meer afbeeldingen                      |
| 2178                            | De Explosie                            | burgerslachtoffers, overig                                                | Ko de Jonge                                                      |                  | overig             |                                           | Middelburg              | 51° 30' 5" NB, 3° 36' 54" OL  | Meer afbeeldingen                      |
| 2187                            | Canadees monument aan de Sloedam       | geallieerde militairen                                                    |                                                                  | 31 oktober 1987  | gedenksteen        | Postweg                                   | Arnemuiden              | 51° 29' 46" NB, 3° 44' 25" OL |                                        |
| 2188                            | Schots monument aan de Sloedam         | geallieerde militairen                                                    |                                                                  |                  | gedenksteen        | Postweg                                   | Arnemuiden              | 51° 29' 46" NB, 3° 44' 25" OL |                                        |
| 2189                            | Bevrijdingsplaquette                   | algemeen, geallieerde militairen                                          |                                                                  | 6 november 1994  | plaquette          | Dam 6-8, 4331 GJ                          | Middelburg              | 51° 30' 3" NB, 3° 37' 4" OL   |                                        |
| 2191                            | Monument op het Abdijplein             | allen, militairen in dienst van het Ned. Kon. na 1945, burgerslachtoffers |                                                                  |                  | plaquette          | 4331 BK                                   | Middelburg              | 51° 30' 5" NB, 3° 36' 54" OL  | Meer afbeeldingen                      |
| 2218                            | Oorlogsmonument                        | geallieerde militairen, burgerslachtoffers                                |                                                                  | 5 mei 1948       | gedenksteen        | Radermacherstraat, 4341 GW                | Arnemuiden              | 51° 30' 0" NB, 3° 40' 43" OL  |                                        |
| 2219                            | Vredesmonument                         | burgerslachtoffers                                                        | Philip ten Klooster                                              |                  | zuil               | Westelijke Oude Havendijk                 | Nieuw- en Sint-Joosland | 51° 29' 8" NB, 3° 38' 49" OL  |                                        |
| 2335                            | Plaquette in het NS-station            | burgerslachtoffers                                                        | Ir. H.G.J. Schelling (ontwerp), H.J. Winkelman (uitvoering)      |                  | plaquette          | Kanaalweg 22, 4337 PA                     | Middelburg              | 51° 29' 43" NB, 3° 37' 3" OL  | Plaquette in het NS-station            |
| 2552                            | Canadese Bevrijdingsroute (1)          | algemeen, geallieerde militairen                                          |                                                                  |                  | zuil               |                                           | Oranjepolder            | 51° 20' 23" NB, 3° 36' 8" OL  |                                        |
| 2553                            | Canadese Bevrijdingsroute (2)          | algemeen, geallieerde militairen                                          |                                                                  |                  | zuil               |                                           | Oranjepolder            | 51° 19' 53" NB, 3° 34' 27" OL |                                        |
| 2554                            | Canadese Bevrijdingsroute (3)          | algemeen, geallieerde militairen                                          |                                                                  |                  | zuil               |                                           | Oranjepolder            | 51° 19' 36" NB, 3° 33' 0" OL  |                                        |
| 2624                            | Inundatiemonument                      | burgerslachtoffers, overig                                                | J. Griep                                                         | 9 oktober 2004   | overig             | Kasteelstraat, 4333 LC                    | Sint-Laurens            | 51° 31' 43" NB, 3° 36' 10" OL |                                        |
| 2663                            | Informatieborden 'Slag om de Sloedam'  | geallieerde militairen                                                    |                                                                  | 5 november 2004  | zuil               | Postweg                                   | Arnemuiden              | 51° 30' 7" NB, 3° 42' 18" OL  |                                        |
| 2669                            | Inundatiemonument                      | overig                                                                    |                                                                  |                  | overig             | Seissingel, 4334 AC                       | Middelburg              | 51° 30' 8" NB, 3° 36' 22" OL  |                                        |
| 2734                            | Plaquette voor het P.S.D.-personeel    | burgerslachtoffers                                                        |                                                                  |                  | plaquette          | Abdij, 4331BK                             | Middelburg              | 51° 30' 3" NB, 3° 36' 53" OL  |                                        |
| 3114                            | Plaquette in de Sint Janstraat         | overig                                                                    |                                                                  |                  | plaquette          | Sint Janstraat 9, 4331 KA                 | Middelburg              | 51° 29' 52" NB, 3° 36' 51" OL |                                        |
| 3408                            | Cross of Nails                         | algemeen, overig                                                          |                                                                  | 17 mei 2009      | Kruis              | Groenmarkt 1, 4331 BH                     | Middelburg              | 51° 29' 58" NB, 3° 36' 49" OL |                                        |
| 3637                            | Plaquette in de hal van het NS-station | vervolgden Nederland                                                      | Appie Drielsma                                                   | 16 maart 2011    | plaquette          | Kanaalweg 22, 4337 PA                     | Middelburg              | 51° 29' 43" NB, 3° 37' 4" OL  | Plaquette in de hal van het NS-station |
| Dit oorlogsmonument op Wikidata | Stolpersteine                          | vervolgden Nederland. Joodse oorlogsslachtoffers uit Middelburg           | Gunter Demnig                                                    |                  | reliëf             | Zie Lijst van Stolpersteine in Middelburg | Middelburg              |                               | Meer afbeeldingen                      |

Borsele ·
Goes ·
Hulst ·
Kapelle ·
Middelburg ·
Noord-Beveland ·
Reimerswaal ·
Schouwen-Duiveland ·
Sluis ·
Terneuzen ·
Tholen ·
Veere ·
Vlissingen